# Yagoua
Yagoua, chiamata anche Yégwa o Yegwa, è capoluogo del Dipartimento di Mayo-Danay in Camerun.